# Dourbies
Dourbies là một xã trong vùng hành chính Occitanie, thuộc tỉnh Gard, quận Le Vigan, tổng Trèves. Tọa độ địa lý của xã là 44° 03' vĩ độ bắc, 03° 25' kinh độ đông. Dourbies có điểm thấp nhất là 621 mét và điểm cao nhất là 1.440 mét. Xã có diện tích 60,28 km², dân số vào thời điểm 1999 là 205 người; mật độ dân số là 3 người/km².

## Thông tin nhân khẩu
| 1962 | 1968 | 1975 | 1982 | 1990 | 1999 |
| ---- | ---- | ---- | ---- | ---- | ---- |
| 233  | 308  | 251  | 223  | 213  | 204  |